# Kirjat ha-Memšala

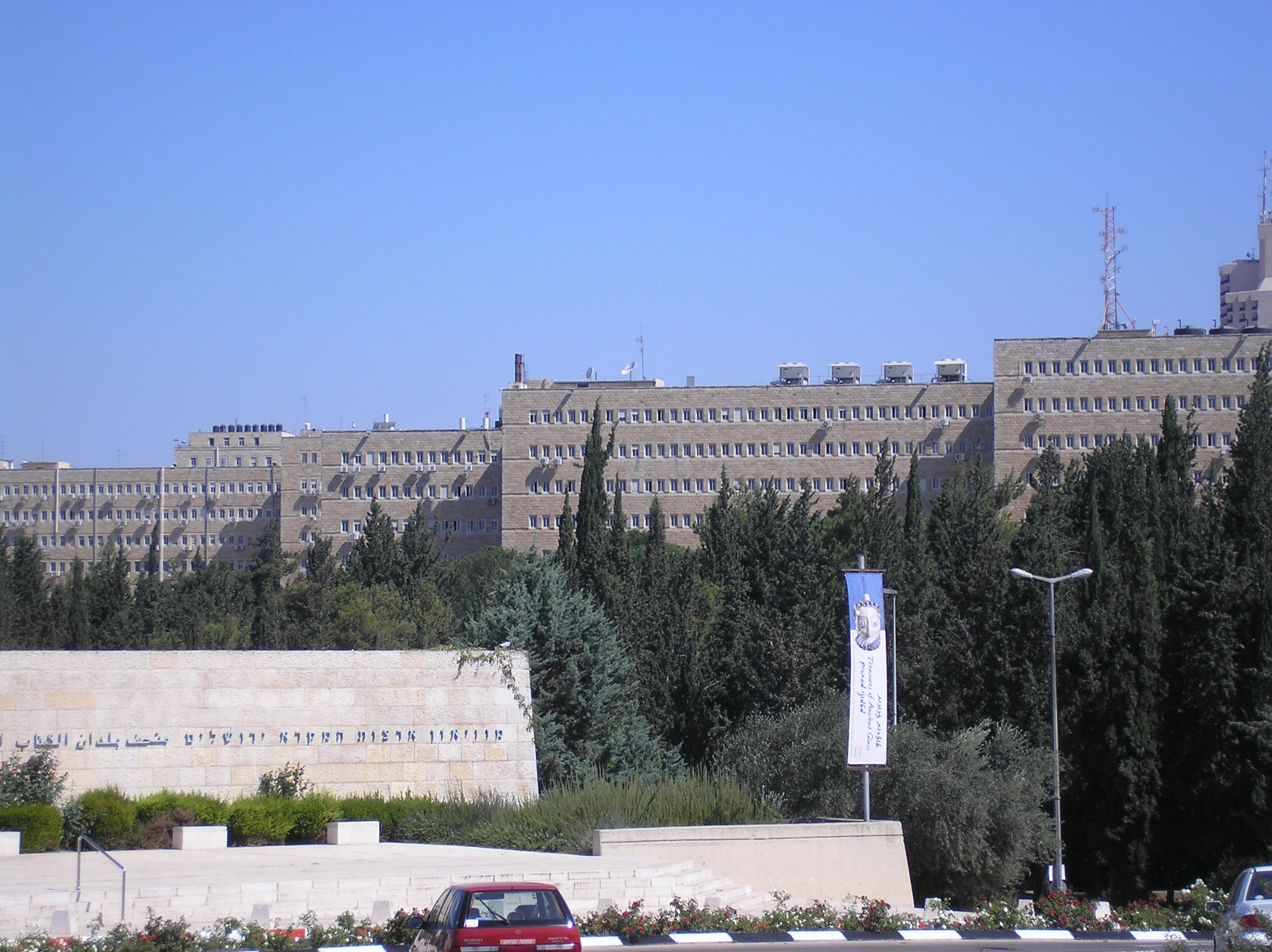
Vládní budovy v Kirjat ha-Memšala

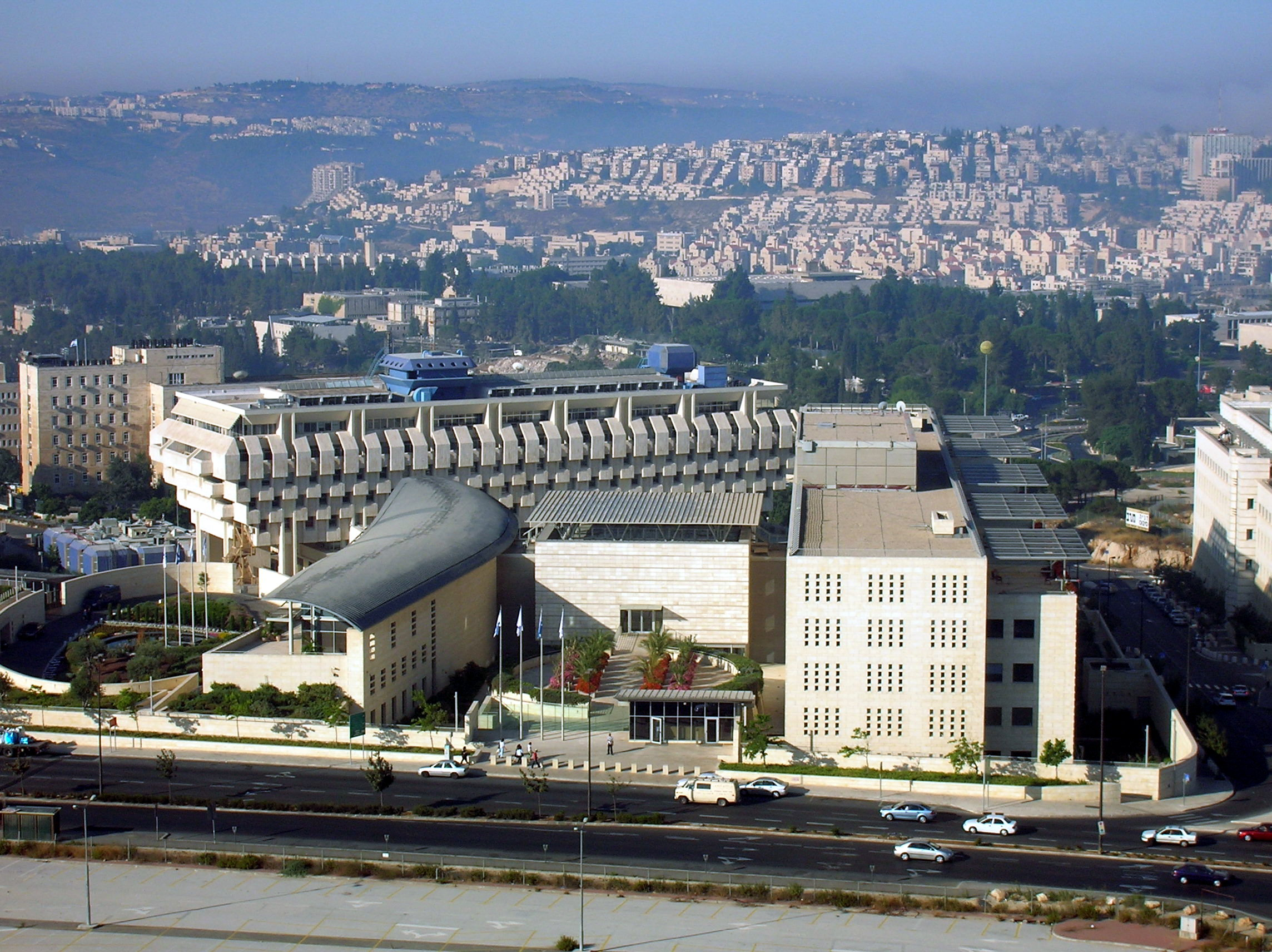
Budova ministerstva financí, v pozadí Izraelská centrální banka

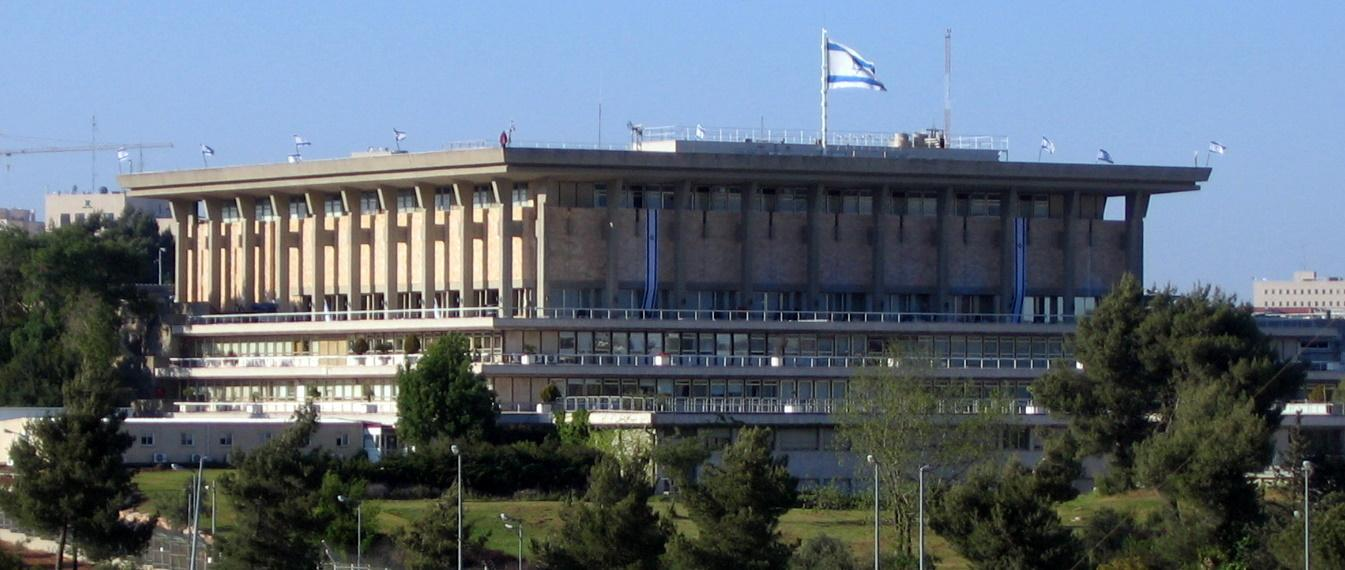
Budova Knesetu v Kirjat ha-Memšala

Kirjat ha-Memšala (hebrejsky: קריית הממשלה, doslova Vládní město, též nazýváno Kirjat Ben Gurion, קריית בן-גוריון, doslova Ben Gurionovo město) je městská čtvrť v západní části Jeruzaléma v Izraeli, která je sídlem politických institucí celostátního významu. Nejsevernější část distriktu s vládními budovami bývá také označována jako Kirjat ha-Le'um (Město národa, קריית הלאומ).

## Geografie
Leží v severní části vrchu a širší městské čtvrti Giv'at Ram, v nadmořské výšce okolo 800 metrů, cca 3 kilometry západně od Starého Města. Na východě s ní sousedí čtvrti Rechavja, Kirjat Wolfson, Ša'arej Chesed a Nachla'ot, na severu Ec Chajim a Kirjat Moše, na západě Bejt ha-Kerem. Na jihu sousedí s dalšími areály veřejného charakteru situovanými na Giv'at Ram, zejména s kampusem Hebrejské univerzity a Izraelského muzea. Stojí tu také menší čtvrť Neve Ša'anan. Nachází se na zvlněném hřbetu s několika dílčími vrcholky, který na západě prudce spadá do údolí vádí Nachal Chovevej Cijon, kterým vede nová dálniční komunikace (západní obchvat města) Sderot Menachem Begin. Populace čtvrti je židovská, ale v drtivé většině nejde o trvale obývané objekty.

## Dějiny
Vznikla po vzniku státu Izrael a rozdělení Jeruzaléma v důsledku války na nezávislost po roce 1948. Izrael tehdy potřeboval vybudovat důstojné a trvalé sídlo pro některé klíčové národní instituce. Během funkčního období šestého Knesetu zvoleného ve volbách roku 1965 se sídlo izraelského parlamentu přesunulo sem, do nového objektu na severovýchodním úpatí Giv'at Ram.
Kromě toho se v této čtvrti nacházejí budovy ministerstva vnitra, ministerstva financí, ministerstva zahraničních věcí, sídlo izraelského premiéra, Izraelské centrální banky, Nejvyššího soudu Státu Izrael, na severním okraji stojí rovněž Centrální sionistický archiv a kongresové centrum Binjanej ha-Uma.
Zástavba je rozptýlená, obklopená četnými parky a komunikacemi. Dopravně nejvýznamnější jsou východozápadní komunikace Sderot Jicchak Rabin a Derech Rupin. V severojižním směru pak Sderot ha-Nasi ha-šiši.